# 가군
환론에서 가군(加群, 영어: module 모듈[*])은 어떤 환의 작용이 주어진 아벨 군이다. 즉, 아벨 군의 구조와 환의 원소에 대한 곱셈이 주어지며, 이 두 구조가 분배 법칙을 통해 서로 호환되는 대수 구조이다. 가군의 개념은 체 위의 벡터 공간과 아벨 군의 개념의 공통적인 일반화이다. 가군 이론은 군의 표현론과 밀접한 연관이 있으며, 가환대수학과 호몰로지 대수학의 주요 대상이며, 대수기하학과 대수적 위상수학에서 중요하게 사용된다.

## 정의
환 {\displaystyle R} 위의 왼쪽 가군(영어: left module) {\displaystyle (M,+,r\cdot _{r\in R})}은 다음과 같은 데이터로 주어지는 대수 구조이다.
- {\displaystyle (M,+)}는 아벨 군을 이룬다.
- 함수 {\displaystyle \cdot \colon R\times M\to M}는 다음 조건을 만족시킨다.
  - (분배 법칙) {\displaystyle (r+s)(m+n)=rm+rn+sm+sn\qquad \forall m,n\in M,\;r,s\in R}
  - (결합 법칙) {\displaystyle (rs)m=r(sm)\qquad \forall m\in M,\;r,s\in R}
  - (항등원) {\displaystyle 1_{R}m=m\qquad \forall m\in M}. 여기서 {\displaystyle 1_{R}\in R}은 {\displaystyle R}의 곱셈 항등원이다.

{\displaystyle R} 위의 오른쪽 가군은 그 반대환 {\displaystyle R^{\operatorname {op} }} 위의 왼쪽 가군이다. 즉, 다음과 같은 데이터로 주어진다.
- {\displaystyle (M,+)}는 아벨 군을 이룬다.
- 함수 {\displaystyle \cdot \colon M\times R\to M}는 다음 조건을 만족시킨다.
  - (분배 법칙) {\displaystyle (m+n)(r+s)=mr+nr+ms+ns\qquad \forall m,n\in M,\;r,s\in R}
  - (결합 법칙) {\displaystyle m(rs)=(mr)s\qquad \forall m\in M,\;r,s\in R}
  - (항등원) {\displaystyle m1_{R}=m\qquad \forall m\in M}. 여기서 {\displaystyle 1_{R}\in R}은 {\displaystyle R}의 곱셈 항등원이다.

유사환 {\displaystyle R} 위의 (유사)가군은 환 위의 가군과 유사하게 정의되나, 항등원에 대한 조건이 생략된다.
왼쪽 가군인 동시에 오른쪽 가군이고, 왼쪽과 오른쪽에서 행해지는 연산이 서로 어울릴 경우 이를 쌍가군이라 한다. {\displaystyle R}이 가환환일 때는 왼쪽 가군과 오른쪽 가군은 아무 차이가 없으므로, 좌우 구분을 생략하고 그냥 단순히 {\displaystyle R}-가군이라고 한다.
환 {\displaystyle R} 위의 왼쪽 가군은 아벨 군 {\displaystyle (M,+)} 및 환 준동형 {\displaystyle R\to \operatorname {End} (M)}의 쌍과 동치이다. 환 {\displaystyle R} 위의 오른쪽 가군은 그 반대환 {\displaystyle R^{\operatorname {op} }} 위의 왼쪽 가군과 동치이다.

### 준동형
환 {\displaystyle R} 위의 두 왼쪽 가군 {\displaystyle M}, {\displaystyle N} 사이의 준동형 {\displaystyle f\colon M\to N}은 다음 두 조건을 만족시키는 함수이다.
- {\displaystyle f}는 덧셈 아벨 군의 군 준동형이다. 즉, 임의의 {\displaystyle m,m'\in M}에 대하여 {\displaystyle f(m+m')=f(m)+f(m')}이다.
- 임의의 {\displaystyle r\in R}에 대하여, {\displaystyle rf(m)=f(rm)}이다.

오른쪽 가군의 준동형도 마찬가지로 정의할 수 있다.

## 가군의 크기
가군의 크기를 나타내는 여러 척도가 존재한다.

### 길이
가군의 길이는 부분 가군들의 사슬의 최대 길이이다.

### 크룰 차원
가환환 {\displaystyle R} 위의 가군의 크룰 차원은 가군을 {\displaystyle \operatorname {Spec} R} 위의 벡터 다발의 일종으로 여겨 대수기하학적으로 정의하는 차원의 개념이다.

### 계수
정역 {\displaystyle R} 위에 정의된 가군 {\displaystyle M}의 계수(영어: rank)는 다음과 같이 두 가지로 정의할 수 있으며, 두 정의는 서로 동치이다.:84
- {\displaystyle \operatorname {rank} M=\dim _{\operatorname {Frac} R}\left(M\otimes _{R}\operatorname {Frac} R\right)}. 여기서 {\displaystyle \operatorname {Frac} R}는 {\displaystyle R}의 분수체이며, {\displaystyle \dim _{\operatorname {Frac} R}}는 {\displaystyle R}의 분수체 위의 벡터 공간의 차원이다.
- {\displaystyle \operatorname {rank} M}은 {\displaystyle M}의 {\displaystyle R}-선형 독립 집합의 최대 크기이다. 여기서 {\displaystyle R}-선형 독립 집합이란 임의의 함수 {\displaystyle f\colon B\in R}에 대하여 만약 {\displaystyle \{b\in B\colon f(r)\neq 0\}}가 유한 집합이며 {\displaystyle \textstyle \sum _{b\in B}f(r)b=0}이라면 {\displaystyle \{b\in B\colon f(r)\neq 0\}=\varnothing }인 부분 집합 {\displaystyle B\subseteq M}을 말한다.

아벨 군의 계수는 정수환 위의 가군으로서의 계수와 같다. 마찬가지로, 체 위의 벡터 공간의 차원은 체 위의 가군으로서의 계수와 같다.

### 호몰로지 차원
호몰로지 대수학을 사용하여, 가군의 차원을 정의할 수 있다. 가군의 사영/단사 차원(영어: projective/injective dimension)은 가군의 사영/단사 분해의 길이들의 하한이다.

## 성질
정역 {\displaystyle R} 위의 가군의 짧은 완전열
{\displaystyle 0\to N\to M\to M/N\to 0}
이 주어졌을 때, 계수에 대한 다음과 같은 식이 성립한다.
{\displaystyle \operatorname {rank} _{R}M=\operatorname {rank} _{R}N+\operatorname {rank} _{R}(M/N)}
이는 정역의 분수체 {\displaystyle \operatorname {Frac} R}가 {\displaystyle R}의 평탄 가군이므로 {\displaystyle \otimes \operatorname {Frac} R}가 짧은 완전열을 보존하기 때문에, {\displaystyle \operatorname {Frac} R} 위의 벡터 공간의 완전열
{\displaystyle 0\to N\otimes \operatorname {Frac} R\to M\otimes \operatorname {Frac} R\to (M/N)\otimes \operatorname {Frac} R\to 0}
이 존재하기 때문이다.

### 범주론적 성질
환 {\displaystyle R}에 대하여, 왼쪽 가군의 범주를 {\displaystyle R{\text{-Mod}}}, 오른쪽 가군의 범주를 {\displaystyle {\text{Mod-}}R}라고 한다. 이 경우, 범주의 동치
{\displaystyle R^{\operatorname {op} }{\text{-Mod}}\simeq {\text{Mod-}}R}
가 존재한다. 만약 {\displaystyle R}가 가환환일 경우, 좌우 구분 없이 {\displaystyle \operatorname {Mod} _{R}}로 쓴다.
{\displaystyle R{\text{-Mod}}}와 {\displaystyle {\text{Mod-}}R} 둘 다 아벨 범주를 이룬다. 가군의 범주에 존재하는 주요 연산은 다음과 같다.
| 영 대상 | 자명 가군 {\displaystyle \{0\}}                                           |
| 곱      | 직접곱 {\displaystyle \prod _{i\in I}M_{i}} (유한곱은 직합과 같음)        |
| 쌍대곱  | 직합 {\displaystyle \bigoplus _{i\in I}M_{i}} (유한 직합은 직접곱과 같음) |
| 텐서곱  | 가군의 텐서곱 {\displaystyle \bigotimes _{i\in I}M_{i}}                   |

### 대수기하학적 성질
가환환 {\displaystyle R} 위의 가군은 대수기하학적으로 해석할 수 있다. 대수기하학에서, 가환환 {\displaystyle R}는 어떤 "공간" 위의 함수환으로 여겨지며, 이러한 공간은 구체적으로 환의 스펙트럼 {\displaystyle \operatorname {Spec} R}이라는 스킴이다. 스킴 {\displaystyle \operatorname {Spec} R}의 점들은 {\displaystyle R}의 소 아이디얼 {\displaystyle {\mathfrak {p}}}들이다.
{\displaystyle R} 위의 가군 {\displaystyle M}은 {\displaystyle \operatorname {Spec} R} 위의 가군층을 이룬다.:110 이 가군층의 점 {\displaystyle {\mathfrak {p}}} 위의 올은 가군의 국소화 {\displaystyle M_{\mathfrak {p}}}이다.
만약 {\displaystyle M}이 유한 생성 사영 가군이라면, 이러한 가군은 세르-스완 정리에 따라서 유한 차원 대수적 벡터 다발로 생각할 수 있다. 만약 {\displaystyle M}이 자유 가군 {\displaystyle R^{\oplus \kappa }}라면, 이러한 가군은 자명한 대수적 벡터 다발을 이룬다.

## 종류
가환환 위의 가군들 가운데, 다음과 같은 특별한 종류의 가군들이 존재한다.
자유 가군 ⊆ 사영 가군 ⊆ 평탄 가군 ⊆ 꼬임 없는 가군
만약 가환환이 특정 조건을 만족시킨다면, 이 개념들이 다음과 같이 동일해진다.
- 국소환 또는 주 아이디얼 정역 위에서는 자유 가군 = 사영 가군
- 완전환(영어: perfect ring, 예를 들어 아르틴 환 등) 위에서는 사영 가군 = 평탄 가군
- 데데킨트 정역 위에서는 평탄 가군 = 꼬임 없는 가군

단사 가군은 사영 가군의 반대 개념이다. 단사 가군은 위 개념들과 함의 관계를 갖지 않는다.
단순 가군은 자명하지 않는 가군을 부분 가군으로 갖지 않는 가군이다. 이는 단순군이나 단순환과 유사한 개념이다.
유한 생성 가군은 유한 생성 집합을 갖는 가군이다. 즉, {\displaystyle R} 위의 왼쪽 가군 {\displaystyle M}에 대하여, 다음 조건을 만족시키는 유한 집합 {\displaystyle B\subseteq M}이 존재한다면, {\displaystyle M}을 유한 생성 가군이라고 한다.
- 임의의 {\displaystyle m\in M}에 대하여, {\displaystyle m=\sum _{b\in B}f(b)b}인 함수 {\displaystyle f\colon B\to R}가 존재한다.

## 예
특별한 환 위의 가군들은 특별한 이름을 갖는다.
| 환                                             | 가군                                                  |
| ---------------------------------------------- | ----------------------------------------------------- |
| 체                                             | 체 위의 벡터 공간                                     |
| 정수환 {\displaystyle \mathbb {Z} }            | 아벨 군                                               |
| 정수환의 몫환 {\displaystyle \mathbb {Z} /(n)} | 모든 원소의 위수가 {\displaystyle n}의 약수인 아벨 군 |
| 자명환 {\displaystyle 0}                       | 자명 가군 {\displaystyle 0}                           |

- 임의의 환 {\displaystyle R}은 스스로의 가군이다.
- 자명군 {\displaystyle \{0\}}은 임의의 환의 가군을 이룬다. 이를 자명 가군(영어: trivial module)이라고 한다.
- 군 {\displaystyle G}에 대하여, 군환 {\displaystyle R[G]}는 {\displaystyle R} 위의 자유 가군을 이룬다.

## 같이 보기
- 벡터 공간
- 결합 대수